# فليكس بلوخ
فليكس بلوخ (بالألمانية: Felix Bloch) عالم فيزيائي سويسري، ولد 23 أكتوبر 1905 في زيوريخ، وتوفي في 10 سبتمبر 1983، عمل في المعاهد العلمية في سويسرا والولايات المتحدة الأمريكية. وحصل عام 1952 على جائزة نوبل للفيزياء.
درس بلوخ بكلية التكنولوجيا العليا بزيوريخ الفيزياء والرياضة البحتة في الأعوام 1924 - 1927. وواصل دراسته عند هايزنبرج بألمانيا (بمدينة لايبزيغ) وكان موضوع الدبلوم معادلة شرودنجر. وموضوع الدكتوراة عن مفاعلة الإلكترونات في البناء البلوري. وقد تناول بلوخ في أبحاثه العلمية تفسير خواص المواد الصلبة بواسطة ميكانيكا الكم واقتراحه النموذج الحزمي Band modell التي تشغلها الإلكترونات في المواد الصلبة وابتكاره دالة مسماة على اسمه دالة بلوخ.

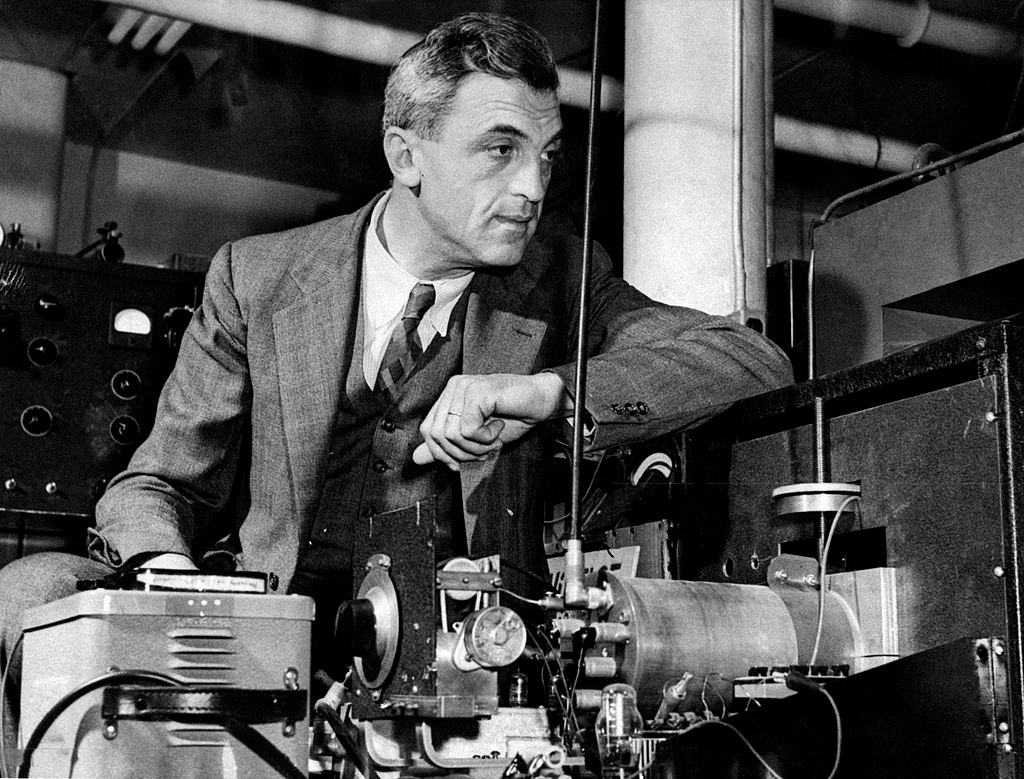
فيليكس بلوخ في المختبر، صورة من خمسينيات القرن الماضي

حاز بلوخ على جائزة نوبل للفيزياء بالمشاركة مع إدوارد بورسيل عام 1952 عن " مجهوداتهما لتطوير طرق لحساب رنين مغناطيسية نواة الذرةNuclear Magnetic Resonance-Spectroscopy."

## روابط خارجية
- فليكس بلوخ على موقع الموسوعة البريطانية (الإنجليزية)
- فليكس بلوخ على موقع مونزينجر (الألمانية)
- فليكس بلوخ على موقع ميوزك برينز (الإنجليزية)
- فليكس بلوخ على موقع إن إن دي بي (الإنجليزية)